# Pentre Ifan

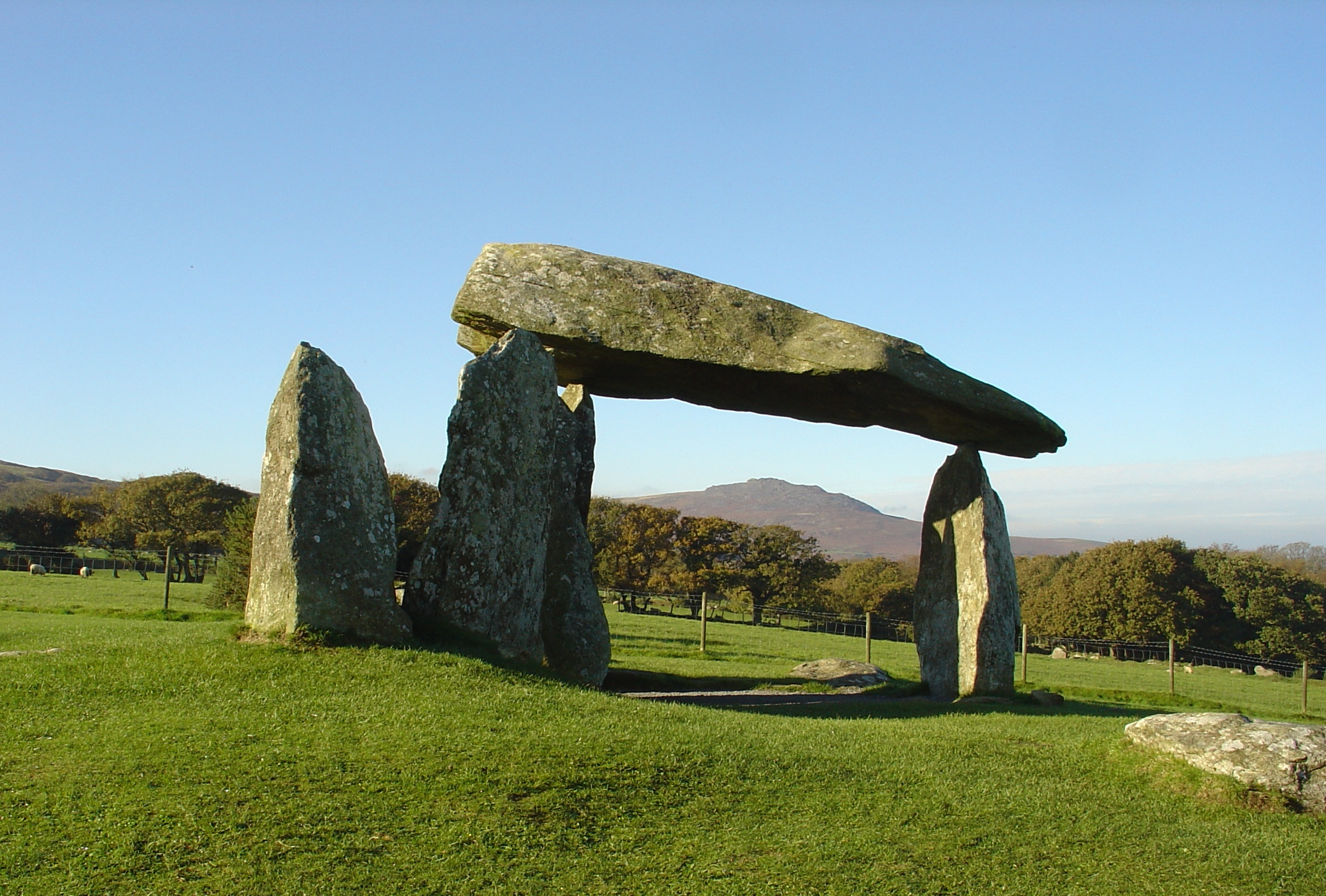
Pentre Ifan

Pentre Ifan je starobylé panství poblíž vesnice Nevern v hrabství Pembrokeshire ve Walesu. Nachází se zde největší a nejzachovalejší neolitický dolmen ve Walesu.

## Historie
Dolmen pochází přibližně z roku 3500 př. n. l. a pravděpodobně byl používán jako pohřebiště. Zachovalé kameny tvoří portál a hlavní komory hrobky, které byly původně zakryty velkým kamenným valem o rozměrech 36,6 m délky a 17 m šárky. Některé z kamenů po letech změnily svou polohu, ale sedm z nich zůstalo v původní poloze. Hlavní kámen je 5,1 metru dlouhý, jeho nejvyšší bod se nachází 5,1 metru nad zemí a jeho odhadovaná váha je 16 tun.
Archeologické vykopávky se uskutečnily v letech 1936 a 1937 a znovu v letech 1958 a 1959. Oba výzkumy vedl William Francis Grimes.
Vlastníkem a správcem dolmenu je Cadw a nachází se přibližně sedmnáct kilometrů od Cardiganu.